# Langerfeld-Mitte
Das Wuppertaler Wohnquartier Langerfeld-Mitte ist eines von neun Wohnquartieren des Stadtbezirks Langerfeld-Beyenburg und stellt den ursprünglichen Siedlungskern Langerfelds dar.

## Geographie
Das 0,67 km² große Wohnquartier wird im Osten vom evangelischen Friedhof, den Straßen Hessische Straße und Eisenstraße, im Süden von den Straßen Beyeröhde, Am Hedtberg, Buschenburg begrenzt. Die Bahnstrecke Wuppertal-Oberbarmen–Opladen, in der Nähe zu den Tunnelportalen des Langerfelder Tunnels und Rauenthaler Tunnels, den Straßen Badische Straße und Braunschweigstraße, begrenzt das Gebiet nach Westen. Nach Norden wird Langerfeld-Mitte von der Bahnstrecke Elberfeld–Dortmund begrenzt.
Im Uhrzeigersinn umgeben die Wohnquartiere Fleute, Ehrenberg, Rauental, Jesinghauser Straße das Quartier Langerfeld-Mitte.
Zur Infrastruktur zählen:

1 Hauptschule

2 Grundschulen

1 Sportplatz

1 Sporthalle

1 Jugendzentrum

1 Stadtbüro

1 ev. Kirche

1 kath. Kirche

1 ev. Friedhof